# Tinamus major

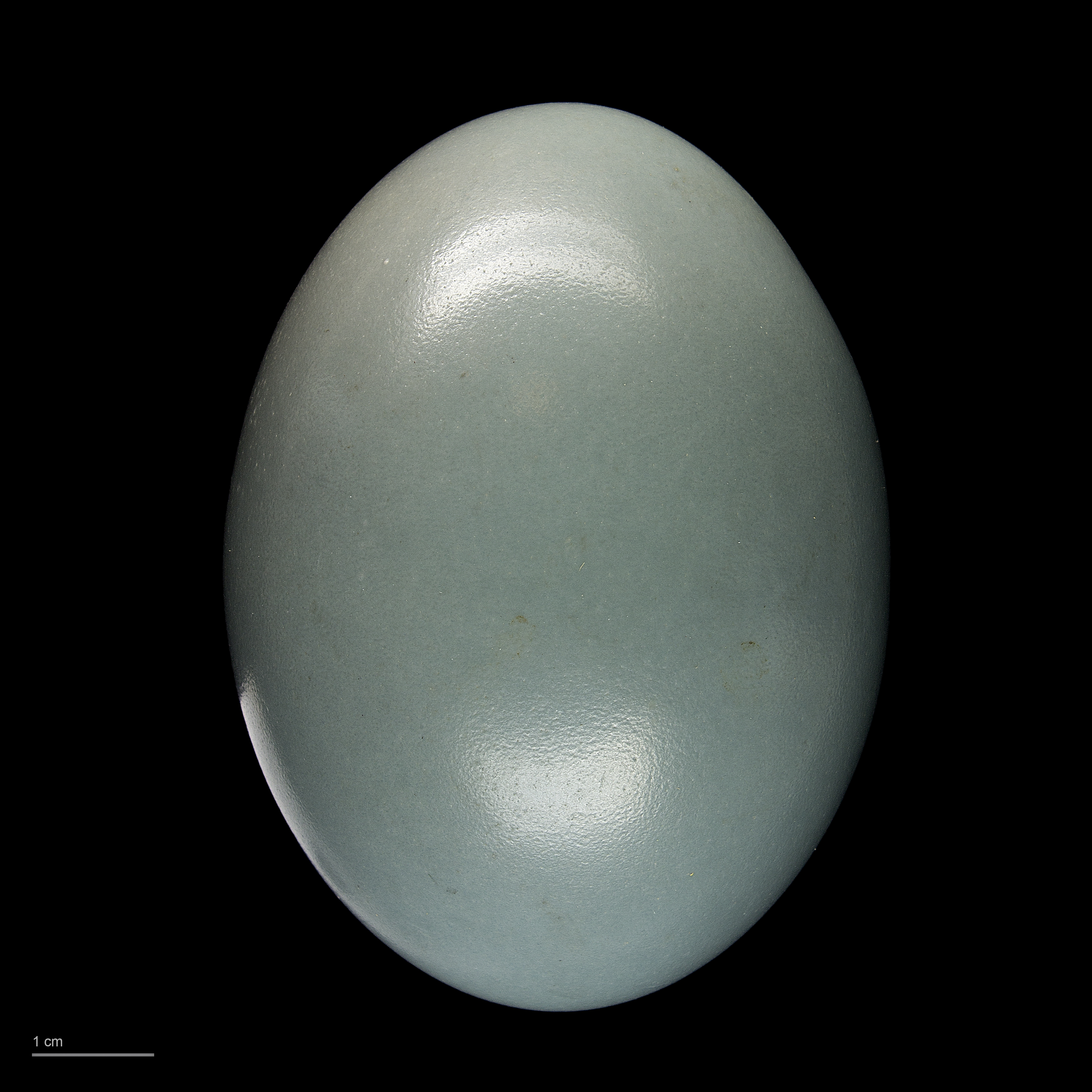
Uovo di Tinamus major

Il tinamo gigante (Tinamus major Gmelin, 1789) è un uccello della famiglia Tinamidae, diffuso in America centrale e nella parte settentrionale dell'America meridionale.

## Descrizione
Il tinamo gigante è una grande specie di tinamo, che misura in lunghezza da circa 38 a 46 cm (da 15 a 18 pollici), con una media di 44 cm (17 pollici) e pesa da 700 a 1.142 g (da 1,543 a 2,518 libbre) nei maschi, con una media di 960 g (2,12 lb), e da 945 a 1.249 g (2,083-2,754 lb) nelle femmine, con una media di 1.097 g (2,418 lb). Nonostante il nome e le grandi dimensioni e forma, che possono suggerire un grande fagiano o un piccolo tacchino, non è necessariamente la specie più grande di tinamo, in quanto è eguagliato o superato da altre specie del genere Tinamus . Ha un colore verde oliva chiaro o scuro con gola e ventre biancastri, fianchi barrati di nero e sottocoda cannella. Corona e collo rossicci, cresta occipitale e sopracciglio nerastri. Le sue zampe sono di colore grigio-blu. Tutte queste caratteristiche consentono al tinamo gigante di essere ben mimetizzato nel sottobosco della foresta pluviale.
Il tinamo gigante ha un richiamo caratteristico, tre note di pigolii brevi, tremuli ma potenti che possono essere ascoltate nel suo habitat della foresta pluviale in prima serata. 
Il tinamo gigante ha la più alta percentuale di muscolo scheletrico dedito alla locomozione tra tutti gli uccelli, con il 56,9% del suo peso corporeo totale (il 43,74% del suo peso corporeo è muscolo scheletrico dedito al volo), allo stesso tempo il suo cuore è il più piccolo di tutti gli uccelli, in confronto relativo (0,19%).

## Tassonomia
Sono state descritte le seguenti sottospecie:
- Tinamus major brunneiventris Aldrich, 1937  - diffusa a Panama
- Tinamus major castaneiceps Salvadori, 1895 - presente in Costa Rica e a Panamá
- Tinamus major fuscipennis Salvadori, 1895 - diffusa dal Nicaragua a Panamá
- Tinamus major latifrons Salvadori, 1895 - presente in Colombia e Ecuador
- Tinamus major major (Gmelin, 1789) - diffusa dal Venezuela al nord-est del Brasile
- Tinamus major olivascens Conover, 1937 - endemica dell'Amazzonia brasiliana
- Tinamus major percautus van Tyne, 1935 - presente in Messico, Guatemala e Belize
- Tinamus major peruvianus Bonaparte, 1856 - diffusa dalla Colombia alla Bolivia e all'ovest del Brasile
- Tinamus major robustus Sclater & Salvin, 1868 - presente in Messico meridionale, Guatemala e Honduras
- Tinamus major saturatus Griscom, 1929 - presente a Panamá e in Colombia
- Tinamus major serratus (von Spix, 1825) - endemica del nord-ovest del Brasile
- Tinamus major zuliensis Osgood & Conover, 1922 - diffusa in Colombia e Venezuela